# Ronny Garbuschewski
Ronny Garbuschewski (Grimma, 23 febbraio 1986) è un ex calciatore tedesco, di ruolo centrocampista.

## Carriera
Inizia la carriera nel settore giovanile del FSV Kitzscher, per poi trasferirsi a quello del Chemie Lipsia, dove rimane fino al 2004, anno in cui esordisce in prima squadra. Dopo cinque stagioni, nelle quali gioca complessivamente 101 partite di campionato con anche 9 gol segnati, viene acquistato dal Chemnitz, squadra della quarta serie tedesca. Dopo due buone stagioni, la squadra viene promossa in 3. Liga, la terza serie tedesca, in cui gioca 38 partite segnando anche 8 gol. A fine campionato viene acquistato dal Fortuna Dusseldorf, squadra di Bundesliga, con cui gioca 7 partite di campionato e 2 di Coppa di Germania senza mai segnare. A fine stagione viene ceduto al Chemnitz, in 3. Liga.

## Palmarès

### Club

#### Competizioni nazionali
- Fußball-Regionalliga: 1

Chemnitz: 2010-2011 (girone nord)